# José Ramón Enríquez Herrera
Pour les articles homonymes, voir Enríquez.
José Ramón Enríquez Herrera est un politicien mexicain, médecin ophtalmologue et actuel président municipal de Durango, dans l'État de Durango au Mexique. Il est membre du mouvement citoyen et du parti action nationale. Il est diplômé de l'Université Juarez de l'État de Durango (UJED).

## Trajectoire académique
Enríquez est médecin chirurgien de la UJED (Université Juárez de l'État de Durango). En récompense de son investissement, il a été décoré de la médaille Benito Juárez. Il a étudié trois spécialités : imagerie oculaire, chirurgie ophtalmologique et chirurgie du corps vitré et de la rétine. En 1987 il est décoré du prix A-H-ROBINS en tant qu'étudiant le plus brillant de médecine au niveau national.
Durant les 20 dernières années il a participé au Programme Chirurgie Extramuros qui effectue des chirurgies gratuites.

## Trajectoire politique
Il a été candidat du Mouvement Citoyen (parti politique) pour la mairie de la municipalité de Durango, mais il a perdu contre son adversaire, Esteban Villegas Villareal de la coalition PRI, PVEM et PANAL dans les Élections de l'État de Durango de 2013.
En 2016, il se présente de nouveau comme candidat pour la mairie, mais cette fois avec l'aliance PAN - PRD et gagne ces élections face à Manuel Herrera Ruíz de l'aliance PRI, PVEM, PANAL et Parti Duranguense.